# 올하 레주뇨바
올하 미콜라이우나 레주뇨바(우크라이나어: О́льга Миколаївна Лежньова, 1983년 5월 6일~)는 우크라이나의 배우이다.